# スペイン領ギニア

スペイン領ギニア
Guinea Española (スペイン語)

国歌: Marcha Real（スペイン語）
国王行進曲（1844年-1873年、1874年-1931年、1942年-1968年）

Himno de Riego（スペイン語）
リエゴ賛歌（1873年-1874年、1931年-1942年）

スペイン領ギニアの位置

スペイン領ギニア（スペインりょうギニア、スペイン語: Guinea Española）は、かつてアフリカ大陸西岸にあったスペインの植民地である。ギニア湾に面するギニア地域のフェルナンド・ポー島及びアンノボン島からなるフェルナンド・ポー県と、大陸のリオ・ムニ及びコリスコ島などからなるリオ・ムニ県からなり、1968年に赤道ギニアとして独立した。

## 概要
1778年のエル・パルド条約において、スペインはギニア地域のフェルナンド・ポー島と大陸のリオ・ムニの領有を認められた。ただし、実効支配地域は広がらず、1900年のパリ条約では、リオ・ムニの領有が確定した。1959年にスペインは島嶼部のフェルナンド・ポー島と大陸部リオ・ムニにスペインの県の地位を与えフェルナンド・ポー県とリオ・ムニ県となった。さらに1964年に両県に自治権を与えた。1968年にフェルナンド・ポー県とリオ・ムニ県は統合したまま、赤道ギニアとして独立した。